# Rhynchozoon fistulosum
Rhynchozoon fistulosum är en mossdjursart som beskrevs av Hayward 1993. Rhynchozoon fistulosum ingår i släktet Rhynchozoon och familjen Phidoloporidae. Inga underarter finns listade i Catalogue of Life.